# Keleti rítusok
A keresztény keleti rítusok a vallás keleti felében kialakult liturgikus formák.
A keleti rítusok kialakulása hosszú történelmi folyamat volt. Az ősegyházban alapjában ugyanazok voltak mindenhol a szertartások, bár régiónként különféle kisebb eltérések mutatkoztak. Később a jelentősebb vallási központokban, elsősorban Antiochiában, Alexandriában, Konstantinápolyban, majd később az örményeknél és a távolabb keleten a káldoknál külön rítusok alakultak ki. Ennek a történelmi folyamatnak a következménye az a többféle keleti rítus, melyet ma megkülönböztetni szoktak. 

## Jellemzői
A keleti egyházak szent szertartásait a következő vonások jellemzik :
- az istenségét kétségbe vonó egykori ariánizmussal szemben Krisztus imádásának erőteljes hangsúlya
- az ősi keleti teológiai gondolkozás tükrözése
- a helyi egyház közösségének mély átélése.

Ezért a keleti rítusok mindig közelebb maradtak a néphez, átvették a népnyelvet, látványosabbak és szimbólumokban gazdagabbak, mint a latin liturgia. A szentmisén és a zsolozsmán kívül más áhítatgyakorlatok nem alakultak ki. Minden keleti katolikus részegyháznak önálló liturgia-alváltozata van.

## Fajtái

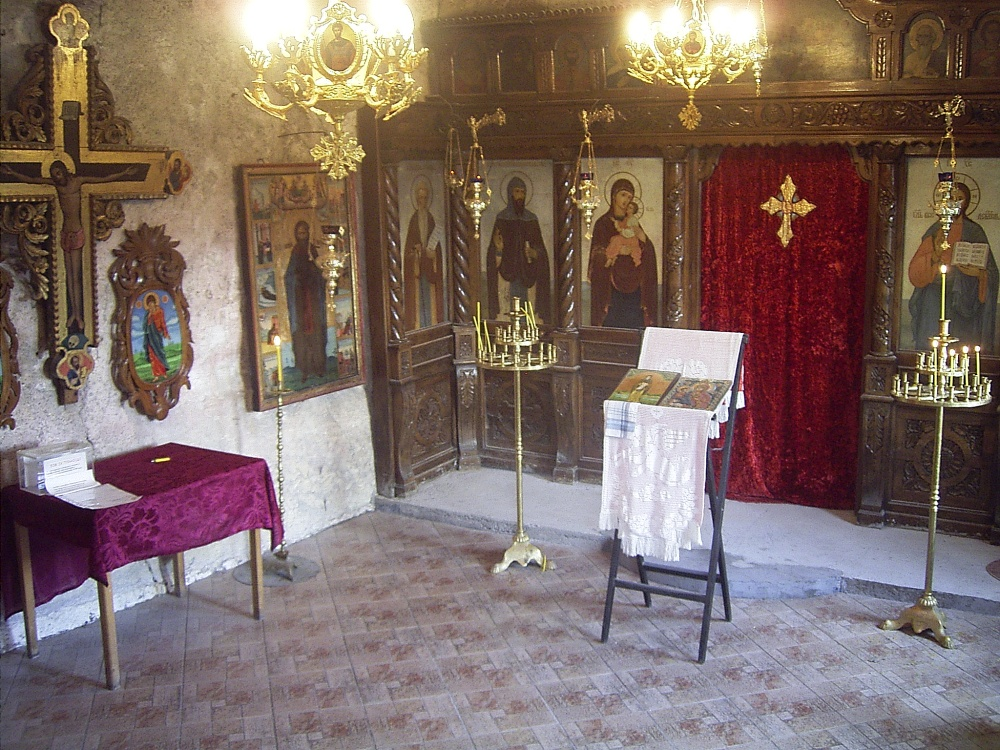
A bolgár egyház egy templomának ikonosztáziája

A következő fajtáit különböztethetjük meg:
- Bizánci (görög) rítus , a legtöbb ortodox és tizenhét keleti katolikus egyház liturgikus szertartása. Történelmileg nem ez a legrégibb, de számbeli jelentősége emeli az első helyre, hiszen hívői tömegével messze kiemelkedik a keleti kereszténység összességéből. Ez a szertartás eredetileg Antiochiából indult el és úgy jutott el Bizáncba.[1]
- Antiókhiai rítus
  - nyugat-szír rítus, a hagyomány alapján ifj. Jakab apostol jeruzsálemi liturgiája. Ezt a szertartást Jakab apostoltól származtatják és Antiochiából származik. Nyelve az ó-szír (arám), a szertartás követői a monofiziták voltak.[1] Követői ma már természetesen nem ismerik az ősi nyelvet és ezért a szentmise többnyire arab nyelven folyik.[1]
    - maronita rítus (antiochiai szír-maronita egyház)

  - kelet-szír (káld vagy babilóniai) rítus, a hagyomány alapján Tamás apostol liturgiája. Az eredeti szír szertartás az idők folyamán Mezopotámiába és Perzsiába is átterjedt és ott nesztoriánus irányzattal keveredett, nyelve pedig a keleti-arám vagy káld lett.[1]
    - Szír-malabár szertartás. (Szent Tamás keresztények.) Ez az eredeti káld szertartásnak Perzsián át Indiába jutott változata, amely a 16. században alakult ki és lényegesen alig különbözik az előbbitől, ami a szertartási formát illeti.[1]
- Alexandriai rítus, a hagyomány alapján Szent Márk liturgiája. Ehhez a szertartáshoz, amely az alexandriai patriarchátusból alakult ki, tartoznak az egyiptomi és az abesszíniai keleti egyházak.[1]
  - kopt rítus.
  - keleti monofizita és az unítus etióp egyházak rítusa
- Örmény rítus, a hagyomány szerint Világosító Szt. Gergely liturgiája. Az örményeket görög és szír hittérítők vezették be a kereszténységbe és ezek rítusát vették át nemzeti nyelvükre lefordítva és azt később a keresztes hadjáratok idejében latin szokásokkal bővítették ki.[1]

## Fordítás
- Ez a szócikk részben vagy egészben  a(z)   Восточные литургические обряды című orosz Wikipédia-szócikk fordításán alapul.  Az eredeti cikk szerkesztőit annak laptörténete sorolja fel. Ez a jelzés csupán a megfogalmazás eredetét és a szerzői jogokat jelzi, nem szolgál a cikkben szereplő információk forrásmegjelöléseként.